# Ahlam Benali
Ahlam Benali (Den Haag, 1989) is een Nederlandse publicist, activist en schrijver. Ze schrijft columns en journalistieke artikelen voor De Kanttekening en opiniestukken voor Trouw en joop.nl. Ze is ervaringsdeskundige in diabetes, pesten, discriminatie, onrecht en vrouwenrechten.

## Levensloop
Benali heeft roots in het Marokkaanse Rifgebergte, maar groeide op in Den Haag. Ze is geboren aan Leyweg en verhuisde later naar de Houtwijk. Daar was ze een van de weinige gekleurde kinderen, wat ze als heel moeilijk ervaarde. Haar ouders verhuisden nog twee maal, eerst naar Rijswijk en vervolgens terug naar de Haagse Moerwijk, waar ze zich wel thuis voelde. Als kind schreef ze gedichten en droomde ze ervan een grote schrijver te worden. Op de basisschool kreeg ze te maken met vooroordelen over bewoners van haar wijk, bijvoorbeeld door gastlessen die veronderstelden dat kinderen daar niet wisten dat fruit gezond is.
In 2021 startte Benali een petitie om gescheiden zwemuren voor vrouwen opnieuw in te voeren in zwembad Zuiderpark. Ze verzamelde bijna 500 handtekeningen, maar een motie van de PvdA om dit mogelijk te maken werd in de gemeenteraad verworpen. Benali benadrukte dat het initiatief niet alleen religieus gemotiveerd was, maar ook belangrijk voor vrouwen met traumatische ervaringen of zonder zwemdiploma.
In 2022 maakte Benali samen met twee andere wijkbewoners en in samenwerking met Theater Dakota de korte documentaire Mijn Wijk is Rijk. De film laat bewoners aan het woord over wat zij als de rijkdom van hun wijk ervaren, tegenover het veelal negatieve beeld van Moerwijk als achterstandswijk. Benali zelf benadrukte onder meer de rol van basisschool De Kleine Wereld als bron van trots, en haar man noemde het groen, de vrijheid en democratische sfeer in de wijk als belangrijke kwaliteiten. In de documentaire is ook ruimte voor de minder rooskleurige kanten van de wijk, om zo een eerlijker beeld te schetsen. De bewoners hadden volledige creatieve regie over het project, dat werd uitgezonden op TV West.
Dat jaar was Benali slachtoffer van een islamofobe aanval, waarover zij in 2024 getuigde tijdens het veiligheidsdebat in de gemeentelijke bestuurscommissie, samen met twee andere Haagse moslima's. In Winkelcentrum Leyweg werd zij door een vrouw in een scootmobiel, die vond dat Benali in de weg stond, eerst bevolen "terug naar je eigen land" te gaan, en vervolgens geslagen, geschopt, gekrabd en van haar hoofddoek beroofd. Volgens Benali voelde dit als een aantasting van haar identiteit, "alsof in het openbaar mijn broek naar beneden werd getrokken". Hoewel er getuigen waren en video-opnames van het incident bestonden, weigerde de politie aanvankelijk haar aangifte op te nemen, met de mededeling dat ze nu eenmaal in een achterstandswijk woonde en er onvoldoende capaciteit zou zijn. Pas nadat zij haar verhaal deelde met een journalist van De Kanttekening en de politie daarop werd benaderd, mocht zij alsnog aangifte doen. De politierechter veroordeelde de dader tot een geldboete van 500 euro en een proeftijd van twee jaar. Bij de strafmaat woog mee dat de morele integriteit van Benali was aangetast, onder meer door het afrukken van haar hoofddoek in combinatie met discriminerende uitlatingen, en dat de mishandeling plaatsvond in een openbaar winkelcentrum, waar omstanders getuige waren.
Hoewel ze het waardeerde dat burgemeester Jan van Zanen en wethouder Mariëlle Vavier openstonden voor een gesprek over discriminatie en islamofobie, stelde Benali dat de verantwoordelijkheid niet bij slachtoffers ligt: "De burgemeester hoeft mij niet te vertellen hoe het systeem werkt. Dat weet ik al: het werkt niet. [...] De verantwoordelijkheid voor dit probleem ligt niet bij ons, maar bij het veiligheidssysteem. En waarom moeten wij weerbaar zijn? Als alles verloopt zoals het zou moeten, hoeft dat helemaal niet."

## Persoonlijk
Benali woont met haar echtgenoot en twee kinderen in Moerwijk, waar ze naar eigen zeggen altijd wil blijven wonen vanwege de sociale cohesie, het vele groen en de ruime opzet van de wijk.